# Selška Sora
Sélška Sóra auch Selščica (deutsch: Selzacher Zayer) ist der Name eines der beiden Quellbäche der Sora, eines rechten Nebenflusses der Save im nordwestlichen Teil Sloweniens. Er fließt auf dem Gemeindegebiet von Železniki durch das Selzacher Tal (Selška dolina), vereinigt sich in Škofja Loka mit der Poljanska Sora und mündet mit ihr in die Sora.      

## Verlauf
Die Sélška Sóra entspringt oberhalb des Dorfes Zgornja Sorica direkt unterhalb der Straße nach Petrovo Brdo, fließt durch das Dorf nach Süden und Südosten bis zum Einfluss der Zadnja Sora und von dort ostwärts, vorbei an Zaleg Log und durch Železniki. Danach weitet sich das Tal und wendet sich nach Südosten. Unterhalb von Bukovica fließt der Bach in die Schlucht zwischen Lubnik und Križna gora, dann an Stara Loka vorbei. In Škofja Loka vereinigt er sich mit der Poljanska Sora und mündet in die Sora.
Die größeren rechten Zuflüsse sind Zadnja Sora, Davča, Zadnja und Prednja Smoleva und Luša, die linken Štajnpoh, Dašnjica, Češnjica, Selnica und Bukovščica.

## Sehenswürdigkeiten und Aktivitäten
- Kapuzinerbrücke in Škofja Loka
- Fischen in der Selška Sora
- Sehenswürdigkeiten in Železniki